# Slovenska škofovska konferenca
Slovenska škofovska konferenca, s kratico SŠK (latinsko Conferentia episcoporum Sloveniae), je najvišja ustanova Rimskokatoliške cerkve v Sloveniji, ki združuje škofe vseh šestih slovenskih škofij: Nadškofija Ljubljana, Nadškofija Maribor, Škofija Koper, Škofija Novo mesto, Škofija Celje, Škofija Murska Sobota. Ozemlje SŠK sovpada z mejami Republike Slovenije.

## Poslanstvo
Škofovska konferenca je zbor škofov določenega naroda ali ozemlja, ki v medsebojni edinosti, hierarhični povezanosti z rimskim papežem in v skladu z Zakonikom cerkvenega prava (kanoni 447–459), statutom in drugimi pravnimi normami izvršujejo pastoralno službo v dobro vernikov tega ozemlja.
Škofovska konferenca se običajno ustanavlja za uspešnejše izvajanje apostolata in pastoralnih nalog za območje vseh škofij istega naroda, lahko pa tudi za širše ali ožje območje kot je narodno ozemlje. K njenim nalogam spadajo pastoralne, bogoslužne, katehetske in druge dejavnosti. Tako se lahko škofje na ravni konference dogovarjajo o pripravi bogoslužnih knjig, kakršne so obredniki, lekcionarji, misal, ali prevodih Svetega pisma. Pravtako lahko podajo skupne izjave in delujejo kot sogovornik z državo.
Škofovska konferenca v cerkvenopravnem smislu ni zakonodajno telo, ki bi predstavljalo »nadoblast« nad posameznimi škofijami, zato kot taka nima nobenih pooblastil za poseganje v vodenje posamezne škofije. Vsak škof ordinarij ostaja glavni voditelj svoje škofije in tako mora tudi skupen dokument konference vsak škof podpisati za svojo škofijo. Samo v nekaterih izjemnih in redkih primerih ima škofovska konferenca zakonodajno moč po pooblastilu Svetega sedeža.

## Slovenska škofovska konferenca
Škofovska konferenca je zbor škofov Katoliške cerkve določenega naroda ali ozemlja, v okviru katerega škofje opravljajo svoje poslanstvo v obliki pastoralne, bogoslužne, katehetske in drugih dejavnosti. Slovenska škofovska konferenca (SŠK) predstavlja najvišjo ustanovo Katoliške cerkve v Republiki Sloveniji. Predstavlja krajevno Cerkev v odnosih do države, Svetega sedeža in drugih krajevnih Cerkva ter v mednarodnih organizacijah.
Statut SŠK ureja naravo in namene škofovske konference, plenarna zasedanja, določa stalni svet škofov, naloge tajništva ter druge službe in komisije, ki po presoji konference zagotavljajo učinkovitejše delovanje.
Slovenska škofovska konferenca od leta 1985 podeljuje odličje sv. Cirila in Metoda osebam ali ustanovam, ki so se izkazale s posebnim zvestim služenjem Cerkvi med Slovenci.

## Zgodovina
Slovenska škofovska konferenca je bila ustanovljena 19. februarja 1993. Pred tem so bili slovenski škofje skupaj z drugimi škofi na področju nekdanje Jugoslavije povezani v Jugoslovansko škofovsko konferenco, znotraj katere je bila 20. junija 1983 ustanovljena Slovenska pokrajinska škofovska konferenca. Predsednik slednje je postal tedanji ljubljanski nadškof in metropolit Alojzij Šuštar.
Slovenski škofje so na seji 25. julija 1992 pripravili osnutek statuta samostojne Slovenske škofovske konference. Papež Janez Pavel II. (vladal 1978–2005) je po pridobitvi pozitivnega mnenja Kongregacije za škofe in Urada za odnose z državami pri Državnem tajništvu Svetega sedeža 19. februarja 1993 v skladu z normami in določbami cerkvenega prava potrdil statut samostojne Slovenske škofovske konference, 20. februarja 1993 pa je vatikanska Kongregacija za škofe izdala dekret o njeni ustanovitvi. Katoliška cerkev v Sloveniji je s tem pridobila večjo pravno trdnost in samostojnost. Papež Benedikt XVI. je 7. aprila 2006 v Cerkvi na Slovenskem ustanovil tri nove škofije (Celje, Murska Sobota in Novo mesto). Dotedanjo Škofijo Maribor je povzdignil v nadškofijo in ustanovil Metropolijo Maribor ter tako preoblikoval dotlej enotno cerkveno pokrajino v Sloveniji. Na novo imenovani škofje so bili maja in junija 2006 tudi umeščeni.
Slovenski škofje so opravili obisk ad limina apostolorum aprila 2001 ter januarja 2008. Obisk ad limina je dolžnost, ki je naložena škofom osebno in izhaja iz stare navade, ki jo je v današnji obliki z odlokom določil papež papež Pij X. 31. decembra 1909. Dolžnost vključuje obvezo škofov obiskati grobove apostolov svetega Petra in Pavla ter se predstaviti papežu kot izraz spoštovanja in škofovskega bratstva, dokaz vdanosti in pokorščine, ter hvaležnost apostolskemu sedežu za pomoč pri vodenju krajevne Cerkve. Škofje so dolžni opraviti obisk ad limina vsakih pet let oziroma kakor določi Sveti sedež.

## Člani
Člani škofovske konference so po statutu vsi krajevni škofje določenega zemljepisnega ali cerkveno-upravnega področja. Poleg njih pa tudi škofje pomočniki (koadjutorji), pomožni škofje in naslovni škofje, ki sta jima Sveti sedež ali škofovska konferenca zaupala določeno nalogo na tem ozemlju. Drugi naslovni škofje in apostolski nuncij niso njeni člani.
Na plenarnih zasedanjih škofovske konference imajo po določilu statuta SŠK odločujoč glas vsi člani konference. Upokojeni škofje so lahko vabljeni na plenarna zasedanja konference, vendar nimajo odločujočega glasu.
Vsaka konferenca izvoli predsednika in podpredsednika ter generalnega tajnika, katerih mandat traja pet let. Po določbi statuta SŠK je predsednik lahko le škof ordinarij, ki je za to funkcijo izvoljen. Statut določa tudi funkcijo podpredsednika (opravlja nalogo predsednika, kadar je ta zakonito zadržan) in generalnega tajnika. Generalni tajnik ni član konference, je pa vedno navzoč na zasedanjih.
Naloga predsednika škofovske konference je vodenje plenarnih zasedanj in Stalnega sveta škofov SŠK, povezovanje njenih članov, predlaganje dnevnega reda, ki ga pošlje škofom, podpisovanje zapisnikov in odločitev, ki so bili sprejeti na določeni seji. Škofe tudi obvešča o stvareh, za katere meni, da morajo biti obveščeni. Naloga generalnega tajnika je sestavljanje zapisnikov sej, skrbeti za cerkveno statistiko, hraniti arhiv konference, podpisovati sklepe in dokumente skupaj s predsednikom.

### Predsedniki
- Alojzij Šuštar (1993–1997)
- Franc Rode (1997–2004)
- Franc Kramberger (7. december 2004–16. marec 2007)
- Alojz Uran (16. marec 2007–28. november 2009)
- Anton Stres (11. januar 2010–31. julij 2013)
- Andrej Glavan (31. julija 2013–13. marec 2017)
- Stanislav Zore (13. marec 2017–14. marec 2022)
- Andrej Saje (14. marec 2022–)

### Generalni tajniki
- Anton Štrukelj (1993–2002)
- Andrej Saje (2003–2013)
- Tadej Strehovec OFM (2013–2022)
- Marija Šimenc (17. april 2023–)

### Trenutni člani
Slovenska škofovska konferenca šteje 7 članov:
- Andrej Saje, novomeški škof, predsednik SŠK
- Peter Štumpf SDB, koprski škof, podpredsednik SŠK
- Stane Zore OFM, ljubljanski nadškof in metropolit
- Alojzij Cvikl DJ, mariborski nadškof in metropolit
- Maksimilijan Matjaž, celjski škof, član Stalnega sveta SŠK
- Jurij Bizjak, koprski škof
- Janez Kozinc, murskosoboški škof
- Anton Jamnik, ljubljanski pomožni škof
- Franc Šuštar, ljubljanski pomožni škof

### Nekdanji člani
- Andrej Glavan, upokojeni novomeški škof
- Franc Kramberger, upokojeni mariborski nadškof in metropolit
- Stanislav Lipovšek, upokojeni celjski škof
- Jurij Bizjak, upokojeni koprski škof]]
- Franc Rode CM, upokojeni ljubljanski nadškof, metropolit, kardinal in prefekt
- Anton Stres CM, upokojeni ljubljanski nadškof
- Marjan Turnšek, upokojeni mariborski nadškof

### Pokojni člani
- Jožef Kvas, ljubljanski pomožni škof
- Stanislav Lenič, ljubljanski pomožni škof
- Franc Perko, upokojeni beograjski nadškof
- Metod Pirih, upokojeni koprski škof
- Jožef Smej, upokojeni mariborski pomožni škof
- Alojz Uran, upokojeni ljubljanski nadškof in metropolit

## Ustanove

### Komisije
- Komisija Pravičnost in mir
- Komisija za doktrinalne zadeve
- Komisija za ekumenizem in medreligijski dialog
- Komisija za evangelizacijo (pridružena Slovenskemu katehetskem uradu)
- Slovenska liturgična komisija
- Komisija za odnose z državo
- Komisija za šolstvo
- Komisija za arhive in sakralno kulturno dediščino
- Svet za cerkvene arhive

### Uradi
- Slovenski katehetski urad (SKU)
- Urad za družino
- Misijonsko središče Slovenije (MSS)
- Urad za mlade
- Urad za pastoralo poklicanosti in duhovne poklice

### Koordinacije
- Koordinacija za Slovence v zamejstvu in po svetu
- Koordinacija katoliških medijev
- Koordinacija voditeljev karitativnih ustanov
- Koordinacija voditeljev kategorialne pastorale
- Koordinacija voditeljev katoliških duhovnih gibanj
- Koordinacija voditeljev škofijskih gospodarskih uprav
- Koordinacija voditeljev škofijskih pastoralnih služb
- Koordinacija voditeljev vikariatov

### Druge službe in ustanove
- Katoliška mladina, zavod za vzgojo, versko, kulturno in izobraževalno dejavnost mladih
- Zavod Biblično gibanje
- Skupnost slovenskih katehistinj in katehistov (SSKK)
- Rafaelova družba
- Služba za informatiko
- Tiskovni urad SŠK